# Sunkern
Sunkern (japanski: ヒマナッツ Himanattsu) jedan je od 1025 fiktivnih vrsta Pokémona iz medijske franšize Pokémon, skupa Pokémon videoigara, animiranih serija, manga stripova, knjiga, igraćih karata i drugih medija kojima je tvorac Satoshi Tajiri. Svrha je Sunkerna u videoigrama, animiranoj seriji i manga stripovima, kao i svrha ostalih Pokémona, borba s divljim Pokémonima – neukroćenim stvorenjima koje igrači i likovi pronalaze dok kreću na razne avanture – i pripitomljenim Pokémonima drugih Pokémon trenera.
Sunkernovo ime kombinacija je engleskih riječi "sun" = Sunce, izvor svjetlosti i topline, i "kernel" = jezgra zrna. 

## Biološke karakteristike
Sunkern je malen, žutosmeđi Pokémon, sa zelenim listovima koji mu izbijaju iz vrha glave. Sunkernov čitav život kreće se oko njegove evolucije u Sunfloru. Kreće se što je manje moguće, pokušavajući sačuvati svu svoju energiju i hranjive tvari koje će mu biti potrebne tijekom evolucije. Kada bi se više kretao nego što mu je dozvoljeno, teško bi dolazio do hrane jer se ovaj Pokémon hrani isključivo jutarnjom rosom koja se nakuplja na listovima biljaka ispod kojih živi. Sunkernov glavni prirodni neprijatelj je Spearow, i Sunkern je praktički bespomoćan protiv svog predatora; ako ga napadne, sve što može učiniti jest očajnički mahati lišćem na svojoj glavi prema napadaču. Nepoznato je djeluje li to ikako na Spearowa.

## U videoigrama
Sunkern ima nevjerojatno niske statistike, najniže u svim Pokémon videoigrama. Svi su njegovi atributi u 10% najnižih od svih Pokémona, s vrijednošću od točno 30 bodova. Sunkern je spor, bespomoćan i ima veoma slabe napade, čineći evoluciju u Sunfloru jedinim izborom, koja će se dogoditi kada se Sunkerna izloži Sunčanom kamenu. Kada se razvije, Sunflora dobiva prilično dobre statistike i uči mnogo različitih i moćnih napada prirodnim putem.

## U animiranoj seriji
Sunkernovo prvo pojavljivanje bilo je u epizodi 189, u kojem je društvo, uključujući i Pokémon fotografa Todda, posjetilo plodnu planinu, koja je postala zamrznuta zbog Articuna, Pokémona kojeg Todd pokušava fotografirati. Planina, inače nastanjena Sunflorama, postala je oskudna, ledena padina. Društvo nailazi na napuštenog Sunkerna, te ga daju starom bračnom paru u blizini. Zauzvrat njihovoj pomoći, Sunkern se razvio uz pomoć Sunčanog kamena kojeg je Ash osvojio u Pokémon Buba Natjecanju, dopustivši bračnom paru da se slikaju sa Sunflorom, kao na dan njihova vjenčanja.